# Oleum

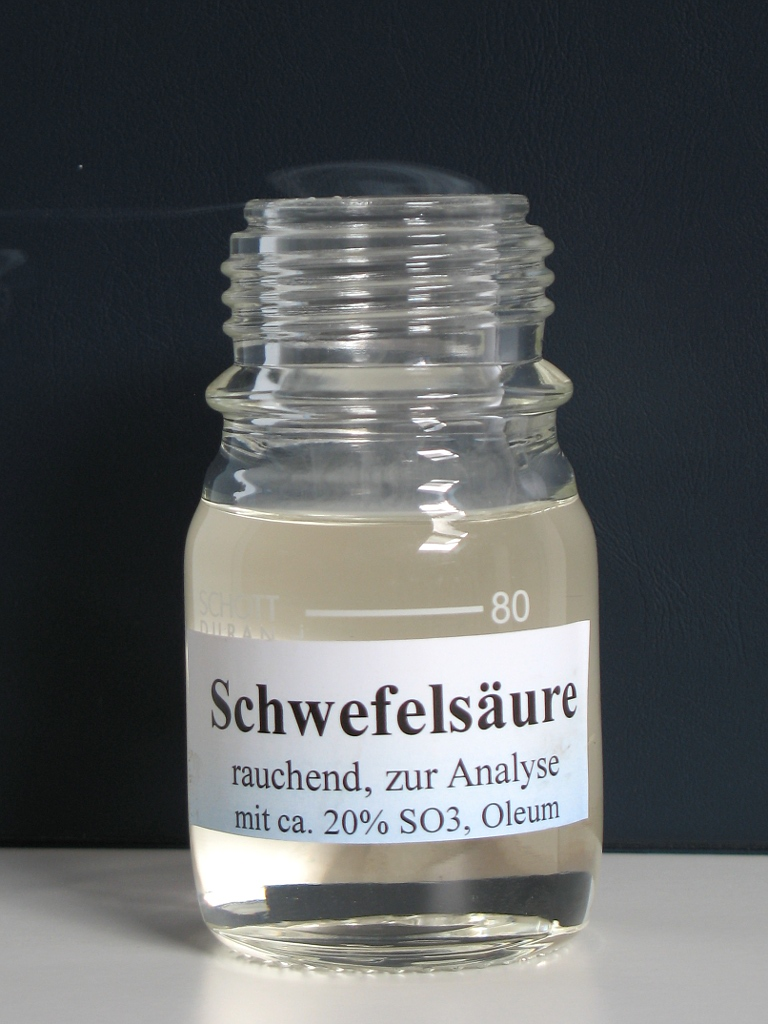
otevřený flakonek s dýmajícím oleem

Oleum (latinsky oleum = „olej“) neboli dýmavá kyselina sírová je roztok oxidu sírového různé koncentrace v kyselině sírové. Představuje zejména kyselinu disírovou. Vzniká při průmyslové výrobě kyseliny sírové rozpouštěním oxidu sírového v koncentrované kyselině sírové. Oleum se dá popsat vzorcem ySO3·H2O, kde y je totální molární obsah SO3. Kyselinu sírovou lze pak získat zředěním olea vodou.
Při vhodném poměru vody a oxidu sírového (1:2) získáme kyselinu disírovou (H2S2O7).